# Hoegaarden (cervesa)
Hoegaarden és una fàbrica de cervesa a Hoegaarden, Bèlgica, i el productor d'una coneguda cervesa de blat.

## Història
El poble anomenat Hoegaarden, és el lloc de naixement actual de la cervesa blanca belga. Els arxius d'elaboració de la cervesa al poble es remunten a l'any 1445, quan els monjos locals eren entusiastes cervesers, però la tradició es va extingir a la dècada de 1950.

### Inicis i història actual
El poble d'Hoegaarden havia estat conegut per la seva witbieren (cervesa blanca) des de l'Edat Mitjana. Al segle xix, el poble tenia tretze fàbriques de cervesa i nou destil·leries; no obstant això, l'any 1957, l'última cerveseria local, Tomsin, va tancar les portes. Pierre Celis, un lleter que havia crescut al costat de la fàbrica de cervesa i de vegades ajudava amb l'elaboració de la cervesa, va decidir uns deu anys més tard tractar de reviure l'estil. Va començar una nova fàbrica de cervesa anomenada de Sluis, en el seu paller.
Celis utilitza els ingredients tradicionals d'aigua, llevat, blat, llúpol, coriandre, i pell seca de taronja Curaçao seca coneguda com a Laraha. En la dècada de 1980, amb una demanda creixent, Celis va comprar Hougardia, una antiga fàbrica de llimonada, per ampliar la seva capacitat.
Després d'un incendi l'any 1985, varis dels cervesers van oferir la seva ajuda —com és tradicional a Bèlgica. Un d'aquests va ser el major productor de cervesa del país, anomenat Interbrew (després d'una fusió amb AmBev, rebatejada InBev). Interbrew va prestar els diners per a la compra d'altres edificis per reconstruir la fàbrica de cervesa. Conforme passava el temps, Celis va sentir cada vegada més que l'empresa utilitzava a el préstec per pressionar-li a canviar la recepta per fer-la cervesa més per al "mercat de masses".

### Celis va a Texas i Michigan
Celis decideix vendre la fàbrica de cervesa, i amb els ingressos, es va traslladar a Estats units, on va establir la Celis Brewery a Austin, Texas, per seguir fent witbier seguint la recepta original de Hoegaarden en les seves paraules. Més tard va ser adquirida per Miller Brewing. Celis mai es va traslladar del tot a Texas, però la seva filla i el seu gendre, que operava la fàbrica de cervesa, sí ho va fer. Miller finalment va tancar la fàbrica de cervesa i va vendre l'equip i els noms de marca a Michigan Brewing Company.
La witbier Celis elaborada a Texas, era elaborada al mateix temps a Bèlgica, en primer lloc per Brouwerij De Smedt i després per Brouwerij van Steenberge. Aquesta cervesa, Celis White, s'elabora a Bèlgica per Brouwerij van Steenberge, i va ser elaborada als Estats Units per Michigan Brewing Company, fins que va fer fallida i va traspassar el nom.

### Hoegaarden des de l'adquisició per InBev
Al novembre de 2005, InBev va anunciar l'imminent tancament de la fàbrica de cervesa de Hoegaarden, entre altres canvis a Bèlgica. La cerveseria anava a tancar a la fi de 2006 i la producció s'anava a traslladar la major fàbrica de cervesa de InBev a Jupille. La cervesa Julius va ser probablement la primera afectada, i va suscitar la preocupació entre els consumidors que totes les cerveses que van ser condicionades en ampolla anaven a ser canviades. El tancament va provocar les protestes dels ciutadans de Hoegaarden, molests per la pèrdua del símbol més famós de la ciutat i l'ocupador més important.
El trasllat mai va ser acabat. Els cervesers de Jupille van quedar insatisfets amb la producció local de la witbier, per la qual cosa el 10 de setembre de 2007, Inbev va decidir mantenir la producció a Hoegaarden. Inbev també va decidir invertir part d'un pressupost de 60 milions d'euros a la fàbrica de Hoegaarden per modernitzar les instal·lacions.

## Tipus de cervesa Hoegaarden

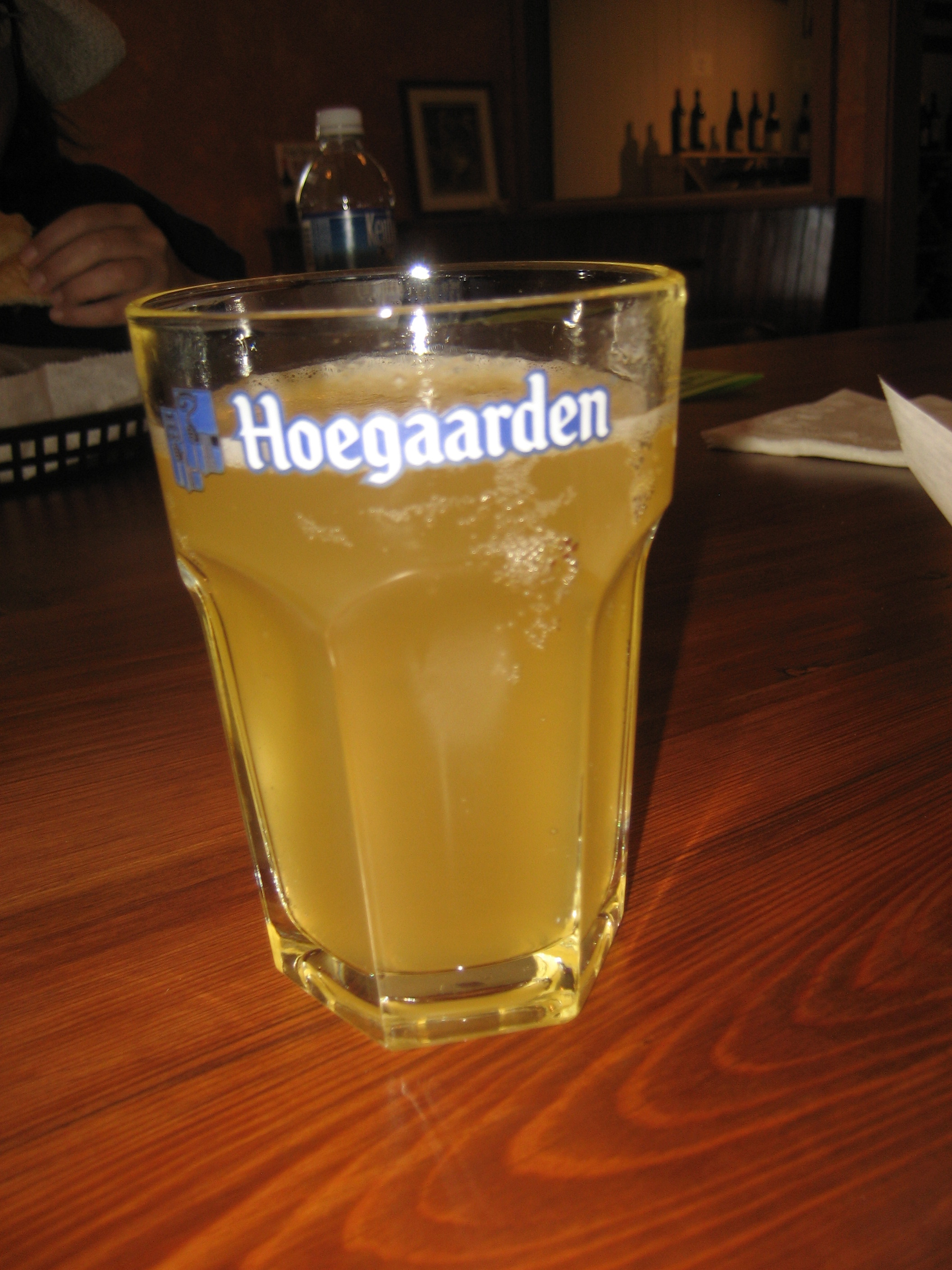
Hoegaarden witbier en el seu característic got hexagonal de vidre.

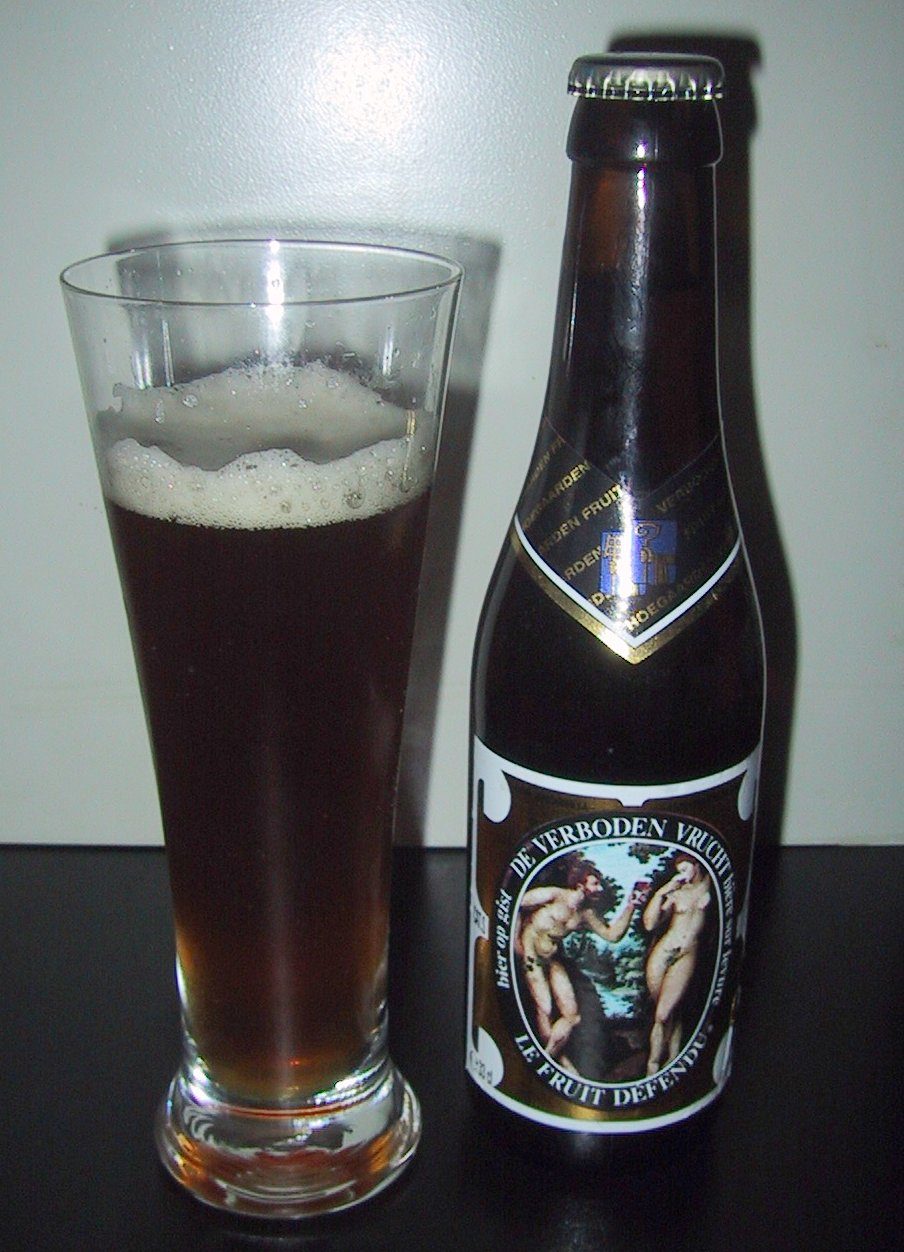
Cervesa Fruit prohibit.

Cervesa de blat
Elaborada per primera vegada l'any 1445, Hoegaarden és una witbier i està condimentada amb coriandre i pela de taronja. No està filtrada i, per tant, té una aparença tèrbola. Té un contingut alcohòlic de 4.9 %.
Rosée
Llançada l'any 2007, 3 % vol. alc. Disponible al Benelux únicament.
Citron
Llançada l'any 2008, de 3 % vol. alc.
Grand Cru
Llançada l'any 1985, de 8,5 % vol. alc.
Julius
Una ale rossa de 8.8 %, amb un sabor sec format a través un lupulat triple.
Fruit prohibit
(en francès: Fruit Defendu. Flamenc: Verboden Vrucht) Cervesa fosca de 8,5 %, amb addició d'espècies que li donen una gran complexitat.
DAS
Una amber ale especiada de 5 %, elaborada a partir d'una recepta del 1931. Des de l'any 2009 ja no es produeix.
Spéciale
Hoegaarden Spéciale és una cervesa de blat llançada l'any 1995, amb 5,7 % vol. alc. Té un cos complex i saborós d'estil belga. Té un característic sabor afruitat i especiat amb clares notes a clau i coriandre. Està disponible des d'octubre a gener.